# Zhang Xianliang
Zhang Xianliang, transcrito también como Chang Hsien-Liang (Nankín, diciembre de 1936 − Yinchuan, 27 de septiembre de 2014), fue un novelista y poeta chino, conocido principalmente por los relatos de su cautiverio en prisiones y campos de trabajo de su país, en los que pasó 22 años de su vida, plasmados en sus novelas semi-autobiográficas Mimosa (1985) y La mitad del hombre es mujer (1985).